# Isao Tomita (monteur)
Pour les articles homonymes, voir Tomita.
Ne doit pas être confondu avec Isao Tomita (compositeur).
Isao Tomita (冨田功, Tomita Isao), né le 15 mars 1957 à Tokyo (Japon) et mort le 18 octobre 2002, est un monteur japonais.
Il travaille parfois au montage de films avec sa femme, Nobuko Tomita.

## Carrière
Après avoir fréquenté la Nikkatsu Art Academy, il rejoint le Nikkatsu Studio.
Il travaille comme ingénieur de montage sur de nombreux ouvrages et devient indépendant. Il remporte le prix du meilleur montage lors des 14e et 17e cérémonies des Japan Academy Awards.
Il meurt subitement d'un cancer du poumon le 18 octobre 2002. À la fin du générique de fin de sa dernière participation à une œuvre, Mibu Gishiden, un sous-titre lui rend hommage.

## Filmographie partielle

### Au cinéma
- 1983 : Miyuki
- 1985 : Love Hotel
- 1999 : Gamera 3: The Revenge of Iris
- 2001 : Godzilla, Mothra and King Ghidorah: Giant Monsters All-Out Attack

## Distinctions
- Japan Academy Prize : 
  - 1991 : meilleur montage pour Sakura no sono, Onna ga ichiban niau shokugyo, Byôin e ikô, Hong Kong Paradise et Bakayarô! 3: Henna yatsura 
  - 1994 : meilleur montage pour Bokura wa minna ikiteiru[1], Nemuranai machi: Shinjuku same, Nurse Call et Sotsugyo ryoko: Nihon kara kimashita.

- (en) Isao Tomita: Awards, sur l'Internet Movie Database